# まどそふと
まどそふと（英: MADOSOFT）は、日本のアダルトゲームブランド。

## 概要
2013年7月26日に処女作となる『ナマイキデレーション』を発売。2014年9月26日に『ヤキモチストリーム』を発売。2016年4月28日に『ワガママハイスペック』を発売した。3作目の『ワガママハイスペック』ではゲームの発売に先行してアニメーションが放送された。
『セレクトオブリージュ』は外注スタッフを主とした制作ライン「kuwa games」が開発を担当している。
著作権ガイドラインを掲載しており、著作物の利用範囲を定めている。
2023年6月30日に『ハミダシクリエイティブ』のアニメ化に向けて、クラウドファンディングを開始した。目標金額は1000万円だったが、開始わずか5分で目標を達成し、X(旧Twitter)では、早すぎる...!!!などの驚きの声が沢山上がった。その後2023年8月28日までクラウドファンディングが続き、支援者2876人、1億1373万9000円の募金が集まり、 目標金額をはるかに超える1,137%を達成した。
2024年10月3日から『ハミダシクリエイティブ』のアニメが各放送局で放送を開始した2024年11月7日には複数の配信サイトで見れるようになった。。

## 作品一覧
| 発売日 | 発売日   | タイトル                         | 原画                        | シナリオ                                       | 備考             |
| ------ | -------- | -------------------------------- | --------------------------- | ---------------------------------------------- | ---------------- |
| 2013年 | 7月26日  | ナマイキデレーション             | Syroh ななてる（SD）        | 中村浩二郎、廣瀬一貴、HANABUSA、一、友井架月   |                  |
| 2014年 | 9月26日  | ヤキモチストリーム               | Syroh ななてる（SD）        | 椿また、もじゃすびい                           |                  |
| 2016年 | 4月28日  | ワガママハイスペック             | 宇都宮つみれ ななてる（SD） | もじゃすびい、陸奥竜介、にっし〜、葉山こよーて |                  |
| 2017年 | 8月25日  | ワガママハイスペックOC           | 宇都宮つみれ ななてる（SD） | もじゃすびい、にっし～、椿また他               |                  |
| 2018年 | 9月28日  | ラズベリーキューブ               | はすね                      | 近江谷宥                                       |                  |
| 2020年 | 9月25日  | ハミダシクリエイティブ           | 宇都宮つみれ 茜屋（SD）     | 甲木順之助                                     |                  |
| 2022年 | 11月25日 | ハミダシクリエイティブ凸         | 宇都宮つみれ 茜屋（SD）     | 甲木順之助                                     |                  |
| 2024年 | 7月26日  | セレクトオブリージュ             | 柚子奈ひよ ねじ。（SD）     | 若葉祥慶                                       | 開発：kuwa games |
| 2025年 | 4月25日  | ハミダシクリエイティブRe:Re:call | 宇都宮つみれ 茜屋（SD）     | 甲木順之助                                     |                  |

### コンシューマー版
販売元はiMel。
- 2017年7月27日 - ワガママハイスペック（PlayStation Vita）
- 2019年8月29日 - ラズベリーキューブ（PlayStation 4 / Nintendo Switch）
- 2020年9月24日 - ワガママハイスペック（Nintendo Switch）
- 2021年6月24日 - ハミダシクリエイティブ（PlayStation 4 / Nintendo Switch）[7]